# Tiefengeothermie
Tiefengeothermie ist die denkbare Nutzung von Erdwärme der Erdrinde in Abteufungen ab 400 m. Hierbei kann es sich um die Sekundärnutzung von vorhandenen Bergbauanlagen und Tunnelsystemen sowie um Tiefensondagen handeln. Die hydro- oder petrothermal gewonnene Energie kann für Heizzwecke oder für Stromerzeugung genutzt werden.

## Tiefengeothermie im Ruhrgebiet
Im Ruhrgebiet – wie auch in anderen Regionen – werden Schachtanlagen zurückgefahren, ohne dass die tiefengeothermische Nutzung dieser bestehenden Abteufungen eingeleitet ist. Es fehlen Referenzvorhaben. Der Mangel wird auch nicht vom laufenden Minenwasserprojekt behoben. In den Jahren 2002 bis 2005 führte der Geologische Dienst Nordrhein-Westfalen eine Potenzialstudie „Tiefengeothermie im Ruhrgebiet“ durch. Dabei wurde von einer Nutzungstiefe von etwa 5.000 m ausgegangen.

## Tiefengeothermie in Süddeutschland
Das Süddeutsche Molassebecken erstreckt sich zwischen den Alpen und der Donau und zählt zu den wichtigsten Gebieten in der geothermischen Energienutzung in Deutschland. Bisher wird vor allem in Bayern das Süddeutsche Molassebecken energetisch genutzt. In diesem Bereich befinden sich derzeit die meisten Tiefengeothermie-Anlagen in Deutschland.

## Das Minenwasserprojekt
Das unter dem Motto  Alte Minen – Neue Energie stehende Minenwasserprojekt des EU-Programmes INTERREG IIIB NWE P. Dieses von März 2005 bis Juni 2008 laufende Pilot-Projekt sollte prinzipiell vorhandene Bergbauanlagen als neue Energiequellen mit entsprechenden Auswirkungen auf die Erwerbsmöglichkeiten der Bergbauregionen revitalisieren (Weiße Kohle). Die begonnenen Pilotprojekte sind jedoch neue Abteufungen:
1. Bei Heerlen (Niederlande)[4] das Vorhaben Heerlerheide mit zwei Brunnen von 825 m Tiefe und 35 °C sowie das Vorhaben Stadtpark Oranje Nassau mit Brunnen von 500 m Tiefe und 35 °C.
2. Das zweite Pilotprojekt in Midlothian (Schottland) befasst sich mit dem Aufbau der neuen Siedlungsstruktur Shawfair.